# Udatschnaja

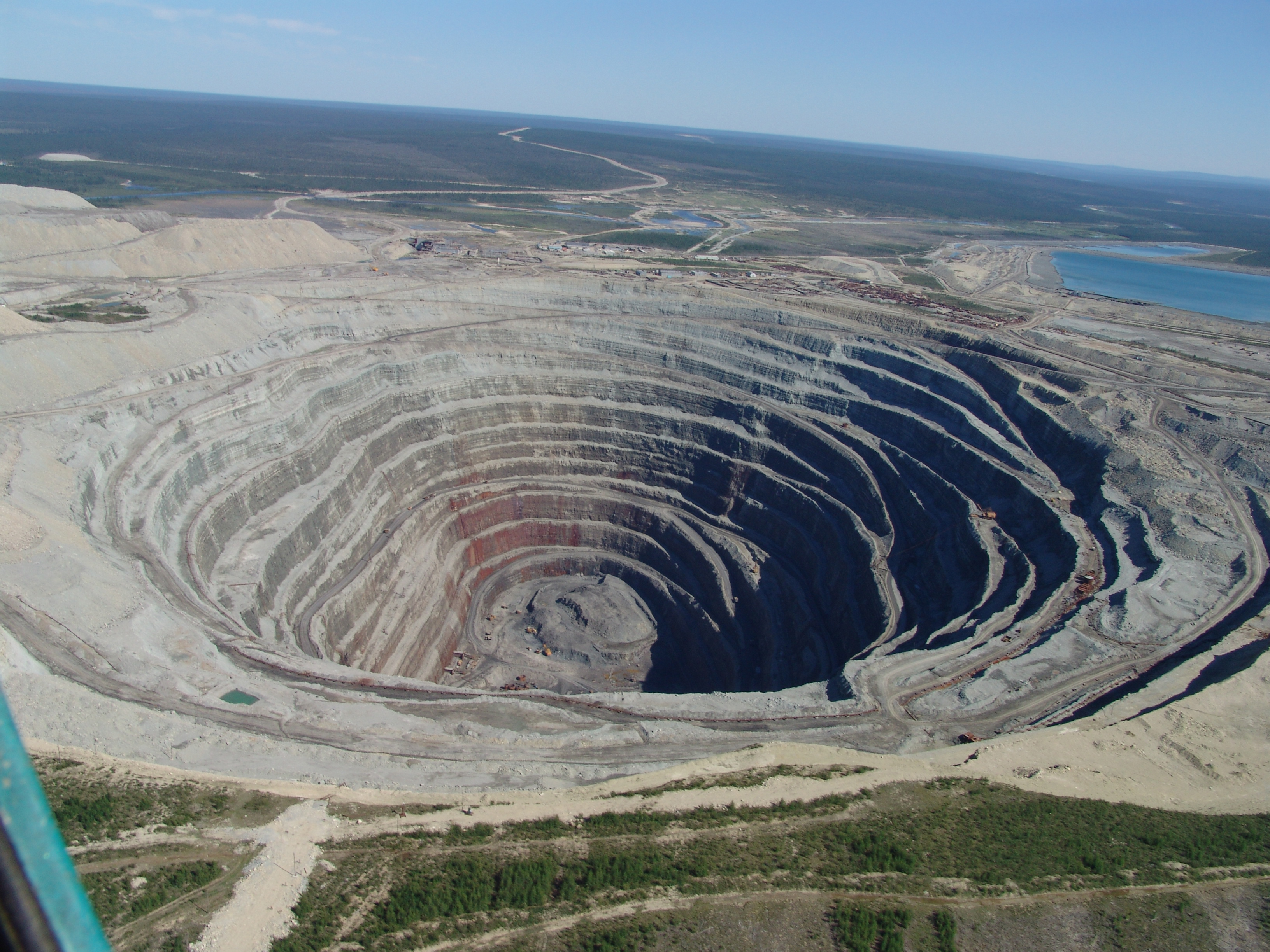
Udatschnaja vom Hubschrauber aus gesehen

Udatschnaja (russisch Удачная) ist der Name eines Kimberlitschlotes, d. h. einer Diamantenlagerstätte in Udatschny, im Nordwesten der autonomen Republik Sacha (Jakutien) in Russland. Der wenige Kilometer südlich des Polarkreises gelegene Schlot wurde 1955 von Wladimir Schtschukin entdeckt und stellt das größte Diamantenvorkommen Russlands dar. 
Das Vorkommen wird seit 1982 im Tagebaubetrieb ausgebeutet. Mit einer Tiefe von 530 m gehört die Udatschnaja-Grube zu den tiefsten Tagebauen der Welt.